# Sada (Galicja)
Sada – gmina w Hiszpanii, w prowincji A Coruña, w Galicji, o powierzchni 27,49 km². W 2011 roku gmina liczyła 14 922 mieszkańców.